# Dietmar Süß
Dietmar Süß (* 1973 in Neuss) ist ein deutscher Historiker und Hochschullehrer.

## Leben
Er studierte von 1993 bis 1999 Geschichte, Soziologie und Rechtswissenschaften an der Fernuniversität Hagen, der Humboldt-Universität zu Berlin, der Universidad de Cantabria und der Ludwig-Maximilians-Universität München (LMU). Von 1999 bis 2001 war er wissenschaftlicher Mitarbeiter am Institut für Zeitgeschichte (IfZ) in München. Nach der Promotion 2001 an der LMU absolvierte er von 2001 bis 2003 ein Volontariat bei der Katholischen Nachrichten-Agentur. Von 2003 bis 2007 war er erneut wissenschaftlicher Mitarbeiter am IfZ in München. Von 2006 bis 2007 war er Feodor-Lynen-Stipendiat der Alexander von Humboldt-Stiftung an der University of Exeter und von September 2007 bis 2013 Akademischer Rat (auf Zeit) am Lehrstuhl für Neuere und Neueste Geschichte der Friedrich-Schiller-Universität Jena. Seit 2008 ist er Dilthey-Fellow der VolkswagenStiftung. Nach der Habilitation 2010 in Jena vertrat Süß im Wintersemester 2010/2011 und im Sommersemester 2011 den Lehrstuhl für Neuere und Neueste Geschichte an der Universität Jena und im Wintersemester 2011/12 den Lehrstuhl für Sozial- und Wirtschaftsgeschichte der Humboldt-Universität zu Berlin. Seit Sommersemester 2013 ist er Lehrstuhlinhaber für Neuere und Neueste Geschichte an der Universität Augsburg. Er war Mitglied der Historischen Kommission der SPD.
Dietmar Süß ist der Bruder des ebenfalls als Historiker tätigen Winfried Süß.

## Auszeichnungen
- 2000: Nachwuchsförderpreis des Arbeitskreises für Kritische Unternehmens- und Industriegeschichte
- 2002: Leibniz-Doktorandenpreis der Wissenschaftsgemeinschaft Gottfried Wilhelm Leibniz
- 2003: Bayerischer Habilitationsförderpreis

## Schriften (Auswahl)
- Songbuch gegen Rechts. Songs, Texte und Illustrationen gegen Rechtsextremismus und Rassismus, Düsseldorf 1993.
- Kumpel und Genossen. Arbeiterschaft, Betrieb und Sozialdemokratie in der bayerischen Montanindustrie 1945–1976, München 2003, ISBN               978-3-486-56597-3.
- mit Winfried Süß: Das „Dritte Reich“. Eine Einführung, 2. Auflage, Pantheon, München 2009, ISBN 978-3-828-94696-5.
- Tod aus der Luft. Kriegsgesellschaft und Luftkrieg in Deutschland und England, München 2011, ISBN 978-3-886-80932-5.
- „Ein Volk, ein Reich, ein Führer“. Die deutsche Gesellschaft im Dritten Reich Beck, München 2017, ISBN 978-3-406-67903-2.
- mit Cornelius Torp: Solidarität. Vom 19. Jahrhundert bis zur Corona-Krise Dietz, Bonn 2021, ISBN 978-3-801-20622-2.
- Der seltsame Sieg. Das Comeback der SPD und was es für Deutschland bedeutet, C.H. Beck, München 2022, ISBN 978-3-406-79318-9.